# Rasmus Lerdorf

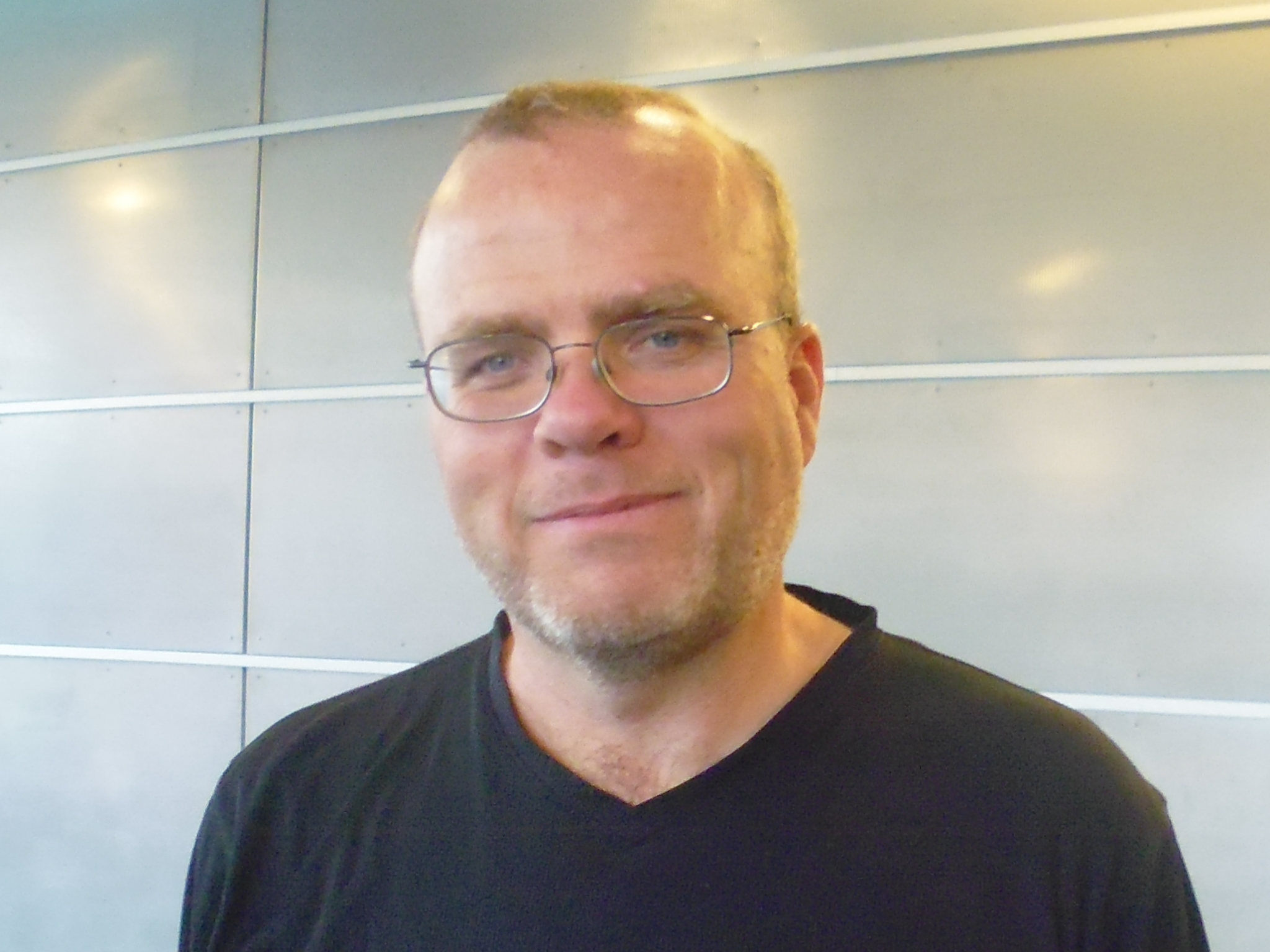
Rasmus Lerdorf (2014)

Rasmus Lerdorf (* 22. November 1968 in Qeqertarsuaq, Grönland) ist ein dänisch-kanadischer Programmierer. Er ist der Erfinder der Computersprache PHP.

## Leben
Rasmus Lerdorf wurde im grönländischen Qeqertarsuaq als Sohn dänischer Eltern geboren. Sein Vater war Ingenieur und beschäftigte sich mit Messungen der Ionosphäre, während seine Mutter Lehrerin war. Mit drei Jahren zog Rasmus mit seiner Familie ins dänische Frederiksværk, anderen Quellen zufolge nach Frederikssund. Als Rasmus Lerdorf 13 Jahre alt war, wanderte die Familie nach Kanada aus. Dort zeigte ein Freund seines Vaters ihm den Sinclair ZX81 und er begann Interesse an Computern zu entwickeln.
Wenig später erhielt er einen Commodore 64 und begann zu programmieren. An der Highschool in King City entwickelte und verkaufte er ein Mailbox-System für einen Unix-Computer. Daraufhin durfte er die Lehrer in Informatik ausbilden, damit diese das Fach im Unterricht weitervermitteln konnten. 1988 schloss er die Highschool ab und begann ein Studium in Softwaretechnik an der University of Waterloo.
1993 schloss er das Studium mit einem Bachelor ab und zog nach Brasilien, wo er bei einer Softwarefirma arbeitete. Für diese Firma wurde er im Silicon Valley stationiert, wo er ihre Produkte verkaufen sollte. Weil Lerdorf die Softwareprodukte als veraltet ansah, gab er den Job auf und zog nach Toronto, wo er sich an der University of Toronto mit einem Vorgängersystem von PHP beschäftigte. Er erfand 1994/1995 die Computersprache PHP/FI. Die erste Version dieser Programmiersprache war eine Sammlung von C-Programmen. Das ursprünglich mit PHP/FI für „Personal Home Page/Forms Interpreter“ benannte Set wurde später in PHP für „PHP: Hypertext Preprocessor“ umbenannt.
Später arbeitete er für IBM und Linuxcare und dann von 2002 bis 2009 für Yahoo. Danach war er bei WePay beschäftigt und seit 2012 arbeitet er für Etsy.
Rasmus Lerdorf ist als Open-Source-Aktivist tätig.